# 姑家堡站
姑家堡站，位于中华人民共和国内蒙古乌兰察布市卓资县，建于1989年，是唐包铁路的一个车站。离北京站570公里，离包头站262公里。距上行车站马盖图站9公里，距下行车站卓资山站5公里。该站隶属呼和浩特铁路局集宁车务段。不办理客货运业务，为五等车站，本站及相邻上下行区间均为电气化区段。